# Nicothoe tumulosa
Nicothoe tumulosa is een eenoogkreeftjessoort uit de familie van de Nicothoidae. De wetenschappelijke naam van de soort is voor het eerst geldig gepubliceerd in 1976 door Cressey.